# شرح معاني الآثار
شرح معاني الآثار هو كتاب في أحاديث الأحكام وأدلة المسائل الفقهية الخلافية مرتب على الكتب والأبواب الفقهية، ذكر فيه مصنفه الإمام أبو جعفر الطحاوي الآثار المأثورة عن رسول الله ﷺ في الأحكام التي يتوهم أن بعضها ينقض بعضاً وبين ناسخها من منسوخها ومقيدها من مطلقها وما يجب به العمل وما لا يجب.
ويعد كتاب شرح معاني الآثار أحد مصادر الحديث النبوي الشريف المعتبرة، وقد عده الحافظ بن حجر في كتابه - إتحاف المهرة - أحد الكتب الحديثية التي تلي الكتب الستة من حيث كونها مظنة الحديث الصحيح. وذلك لما احتوى عليه هذا الكتاب من فوائد تتعلق بالأحاديث سنداً ومتناً، وبيان وجوه الاستنباطات، وإظهار وجوه المعارضات، وتمييز النواسخ من المنسوخات، وأقوال في الجرح والتعديل تساعد في قبول الأخبار وردها، مع حسن ترتيبه وتبويبه. وقد تجلت قيمة كتاب معاني الآثار باهتمام العلماء به قديماً وحديثاً، شرحاً، واختصاراً، وتخريجاً، وبياناً لمنهجه، وترجمةً لرجاله، واستخراجاً لزوائد أحاديثه علي الكتب الستة.

## نبذة عن المؤلف
هو الإمام العلامة الحافظ الكبير، محدث الديار المصرية وفقيهها أبو جعفر أحمد بن محمد بن سلامة بن سلمة بن عبد الملك، الأزدي الحجري المصري الطحاوي الحنفي، ولد في سنة تسع وثلاثين ومائتين (239هـ) بـ قرية (طحا) بصعيد مصر. ونشأ في أسرة علم فأبوه محمد كان أحد العلماء المحدّثين الذين روي عنهم الطحاوي، وأمه أخت الإمام المزني صاحب الشافعي، وقد كان للمزني أثر كبير عليه، حيث تفقه علي يده وعنه أخذ المذهب الشافعي، ثم تحول إلى مذهب الحنفية لكائنة جرت له مع خاله - المزني -  وذلك أنه كان يقرأ عليه فقال له يوماً: والله لاجاء منك شيء، فغضب أبو جعفر من ذلك، وانتقل إلى أبي جعفر ابن أبي عمران الحنفي، واشتغل عليه، فلما صنف مختصره قال: رحم الله أبا إبراهيم - يعني المزني - لو كان حياً لكفر عن يمينه. ارتحل إلى الشام في سنة ثمان وستين ومائتين (268هـ)، فلقي القاضي أبا خازم  قاضي دمشق وأخذ عنه الفقه، واتصل بأحمد بن طولون، فكان من خاصته، ورجع إلى مصر في سنة تسع وستين، وإليه انتهت رياسة أصحاب أبي حنيفة بمصر، وبرز في علم الحديث وفي الفقه وجمع وصنف المصنفات الحسان، ومنها:
«شرح معاني الآثار»، و«بيان السنّة»، و«المحاضر والسجلات»، و«شرح مشكل الآثار»، و«أحكام القرآن»، و«المختصر» في الفقه، و«اختلاف الفقهاء»، و«العقيدة» المشهورة.
وقد أثنى على الإمام الطحاوي غير واحد من أهل العلم، والفقه، والحديث، وعلماء الجرح والتعديل ومن أقوال العلماء فيه:
- قال ابن يونس: «كان الطحاوي ثقة ثبتا فقيهًا عارفًا لم يخلق مثله» وقاله ابن عساكر وابن الجوزي.[11]
- وقال العيني: «علامة الدهر والبلاد، وحجة الله وآيته في العباد، الإمام المسنِد الرحالة، الحافظ الضابط، المقبول بين الأئمة الأجلاء، مقتدي السلف، وقدوة الخلف».[12]

- وقال ابن النديم:«كان أوحد زمانه علماً وزهداً».[13]
- وقال ابن عبد البر في كتاب «العلم»: «كان من أعلم الناس بسير القوم وأخبارهم؛ لأنه كان كوفي المذهب وكان عالما بجميع مذاهب الفقهاء رحمه الله».[14]

توفي الإمام الطحاوي- رحمه الله - سنة إحدى وعشرين وثلثمائة (321هـ)، ليلة الخميس مستهل ذي القعدة بمصر، ودفن بالقرافة، وقبره مشهور بها.

## اسم الكتاب ووصفه ومنهجه

### اسم الكتاب
لم يذكر الإمام الطحاوي اسم كتابه في المقدمة التي جعلها لهذا الكتاب ولكن  ذكره في كتاب الحجة في فتح رسول الله ﷺ مكة عنوة اثناء كلامه علي ترك قسمة مكة حيث قال: «وَقَدْ ذَكَرْنَا فِي هَذَا الْبَابِ الْآثَارَ الَّتِي رَوَاهَا كُلُّ فَرِيقٍ , مِمَّنْ ذَهَبَ إِلَى مَا ذَهَبَ إِلَيْهِ أَبُو حَنِيفَةُ , وَأَبُو يُوسُفَ رَحِمَهُمَا اللهُ , فِي كِتَابِ الْبُيُوعِ , مِنْ شَرْحِ مَعَانِي الْآثَارِ الْمُخْتَلِفَةِ الْمَرْوِيَّةِ عَنْ رَسُولِ اللهِ صَلَّى اللَّهُ عَلَيْهِ وَسَلَّمَ فِي الْأَحْكَامِ فَأَغْنَانَا ذَلِكَ عَنْ إِعَادَتِهِ هَاهُنَا».
ونص علي هذا الاسم ايضاً في كتابه شرح مشكل الآثار فقال: «وَقَدْ ذَكَرْنَا ذَلِكَ فِي بَابِهِ مِنْ كِتَابِنَا فِي شَرْحِ مَعَانِي الْآثَارِ».
وعلي هذا الاسم سار عدد غفير من العلماء الذين نسبوا الكتاب للمؤلف منهم: ابن النديم في الفهرست، أبو عبد الله الصَّيْمَري في أخبار أبي حنيفة وأصحابه، ابن تيمية في منهاج السنة، ابن عساكرفي تاريخ دمشق، والكتاني في الرسالة المستطرقة، وابن بطال في شرح صحيح البخاري، ابن عبد البر في التمهيد لما في الموطأ من المعاني والأسانيد، وعبد الرحمن المباركفوري في تحفة الأحوذي، وبن عثيمين في فتح ذي الجلال والإكرام، وخلق كثيرسواهم.
وذكره آخرون باسم (معاني الآثار) من غير كلمة شرح أمثال: الحافظ ابن حجر في فتح الباري، والذهبي في تاريخ الاسلام، وتذكرة الحفاظ، وسير أعلام النبلاء، وكاتب جلبي في كشف الظنون، والدكتور فنديك في اكتفاء القنوع بما هو مطبوع، وصديق حسن خان في الحطة في ذكر الصحاح الستة، وإسماعيل باشا الباباني في هدية العارفين، وموسى شاهين لاشين في  فتح المنعم شرح صحيح مسلم.
وقد انتبه الإمام اللكنوي إلي هذا الأختلاف فقال: وقد طالعت من تصانيفه - أي الطحاوي - معاني الآثار وقد يسمي بشرح معاني الآثار. وعليه يكون إطلاق بعضهم (معاني الآثار) بدون كلمة شرح من قبيل الأختصار.

### نسبة الكتاب إلى مؤلفه
لقد ثبتت صحة نسبة هذا الكتاب إلى مؤلفه من خلال عدة عوامل؛ من أهمها:
- اقترن ذكر هذا الكتاب بذكر مؤلفه في العديد من المراجع التاريخية وكتب الرجال وكتب التراجم والطبقات مثل: تذكرة الحفاظ  للذهبي،[28] وسير أعلام النبلاء للذهبي أيضًا،[29] وطبقات الحفاظ للسيوطي،[36] وطبقات المفسرين للداوودي.[37]
- نصت كتب الفهارس على نسبة هذا الكتاب إلى المؤلف؛ مثل: الفهرست لأبن النديم، [13] كشف الظنون لحاجي خليفة،[30] الرسالة المستطرفة للكتاني،[1] المعجم المفهرس  لابن حجر العسقلاني،[38] معجم المطبوعات العربية والمعربة،[39] فهرسة ابن خير الإشبيلي.[40]
- أكثر العلماء والحفاظ من النقل عن هذا الكتاب مع العزو إليه منسوبًا إلى مؤلفه؛ ومن هؤلاء: الحافظ ابن عبد البر في التمهيد،[23] الحافظ ابن حجر في فتح الباري،[26] وتهذيب التهذيب،[41] والإصابة،[42] وفي تغليق التعليق.[43]
- كما اهتم أهل العلم بهذا الكتاب سماعًا على الشيوخ، ويتضح ذلك بالنظر في المراجع التالية: التقييد لابن نقطة،[44] ذيل التقييد للفاسي، [45] التحبير في المعجم الكبير للسمعاني،[46] سير أعلام النبلاء،[47] تاريخ الإسلام ووفيات المشاهير والأعلام[48] الكواكب السائرة بأعيان المئة العاشرة،[49] الجواهر والدرر،[50] الجواهر المضية.[51]

### سبب تصنيفه
صرح الإمام الطحاوي - رحمه الله - في مقدمة شرح معاني الآثار بسبب تأليفه للكتاب فقال:
«سألني بعض أصحابنا من أهل العلم أن أضع له كتابا أذكر فيه الآثار المأثورة عن رسول الله صلى الله عليه وسلم في الأحكام التي يتوهم أهل الإلحاد , والضعفة من أهل الإسلام أن بعضها ينقض بعضا؛ لقلة علمهم بناسخها من منسوخها , وما يجب به العمل منها لما يشهد له من الكتاب الناطق والسنة المجتمع عليها , وأجعل لذلك أبوابا , أذكر في كل كتاب منها ما فيه من الناسخ والمنسوخ , وتأويل العلماء واحتجاج بعضهم على بعض , وإقامة الحجة لمن صح عندي قوله منهم بما يصح به مثله من كتاب أو سنة أو إجماع، أو تواتر من أقاويل الصحابة أو تابعيهم، وإني نظرت في ذلك وبحثت بحثًا شديدًا، فاستخرجت منه أبوابًا على النحو الذي سأل وجعلت ذلك كتبًا، ذكرت في كل كتاب منها جنسًا من تلك الأجناس».

### منهج الطحاوي في كتابه

#### منهجه في بيان طرق الحديث واختصارها
نوع الطحاوي في أساليب رواية الحديث وبيان طرقها فمن ذلك:
1. التحويل بين الأسانيد (إحالة إسنادية): أي الانتقال من اسناد إلى اسناد آخربوضع حاء التحويل «ح».
2. الجمع بين الشيوخ بالعطف: إذا سمع الطحاوي الحديث الواحد من شيخين أو أكثر، يجمع بينهم بحرف الواو، ثم يذكر الجزء المشترك من الإسناد بكامله.
3. الإحالة علي الأحاديث: فهو يحيلك في بعض الأبواب علي ما ذكره من أحاديث في أبواب أخرى.
4. الإشارة إلي المتن (إحالة متنية): إذا روي حديثا بإسناده ومتنه ثم أتبعه بإسناد آخر لا يذكر المتن، وإنما يكتفي بالإشارة إليه بقوله: «مثله» أو «نحوه».

#### منهجه في الجرح والتعديل وتعريف الرواة
- الجرح والتعديل: قل كلام الطحاوي في الرجال جرحاً وتعديلاً، وأقوله في الجرح والتعديل تنقسم إلي ثلاثة أقسام:[54]

1. ما كان صادراً عنه: وكانت  أقواله في الجرح قليلة ومعدودة فمجموع الرواة الذين حكم بتضعيفهم من كلامه خمسة.
2. ما نقله عن غيره من العلماء: مثل قوله في تضعيف يزيد بن الأدهم: «فقد ضعفه عمرو بن دينار في خطابه للزهري، وترك الزهري الإنكار عليه، وأخرجه من أهل العلم، وجعله أعرابيا بوالاً».[55]
3. ألفاظ الجرح التي أووردها علي لسان خصومه للأحتجاج بها عليهم:  وأكثر عبارات الجرح في كتاب الطحاوي كانت من هذا النوع ومن ذلك قوله في تضعيف صدقة بن عبد الله: «قيل لهم: صدقة بن عبد الله هذا، عندكم ضعيف، فكيف تحتجون؟».[56]  وأعتذر عما صدرمنه من كلام في جرح بعض الرواة فنراه يقول بعد أن يتكلم في بعض الرواة: «ولم أرد بشيء من ذلك الطعن على عبد الله بن أبي بكر، ولا على ابن لهيعة، ولا على غيرهما ولكني أردت بيان ظلم الخصم».[57]

- التعريف بالرواة: وقد يذكر شيئاً من التعريف ببعض الرواة في أسانيد الحديث فيقوم بتسمية المبهم منهم، ونسبة من لم ينسب، وتميز المشتبه، والتنبيه علي وقوع التصحيفات أوالأخطاء في أسمائهم، ومثال ما أورده في تعريف الرواة قوله: في سعيد بن سمعان هو مولي الزرقيين.[58] وقوله في محمد بن نوح: هو أخا بني سعد بن بكر.[59]

#### منهجه في تراجم الأبواب
كان الغالب على تراجم أبواب معاني الآثار (التراجم الظاهرة): وهي التي يدل عنوان الباب فيها على مضمونه من الأحاديث دلالة واضحة، ومن المسالك التي استخدمها الطحاوي في هذا النوع من التراجم:
1. الصيغة الخبرية العامة: وهي التي تحتمل عدة اوجه من المسألة وهي أكثر أبواب المصنَف ولم ياتي بالصيغة الخبرية الخاصة.
2. الاستفهام: مثل قوله «باب صفة التيمم كيف هي؟»[61]
3. الاقتباس: وقد يقتبس الإمام الطحاوي الترجمة من حديث الباب كما في قوله: "باب معنى قول رسول الله ﷺ: شهرا عيد لا ينقصان رمضان وذو الحجة"،[62] أو من معناه كما في قوله: «باب إنزاء الحمير علي الخيل».[63]

## مكانة الكتاب واهتمام العلماء به

### مكانته
كتاب «شرح معاني الآثار» من أعظم دواوين الإسلام وأنفسها، وأكثرها فائدة ونفعًا، وقد تضمن مزايا عديدة، وفوائد فريدة يجدها من يمعن النظر فيه، وتتضح قيمة هذا الكتاب من خلال أقوال الائمة ومقارنتهم بين هذا الكتاب وكتب السنة الأخرى ومن ذلك:
- ما قاله العيني -رحمه الله-: «فإن الناظر فيه المنصف إذا تأمله يجده راجحًا علي كثير من كتب الحديث المشهورة المقبولة ويظهر له رجحانه بالتأمل في كلامه وترتيبه، ولا يشك في هذا إلا جاهل أو متعصب».[64]
- كما قال في مقدمة «مغاني الأخيار»: «قد جمع من سننهم كتابا مُترَّهًا بشرح معاني الآثار، فائقًا غيره من الأمثال والأنظار، مشتملًا علي فوائد عظيمة وعوائد جسيمة، إن أردت حديثًا؛ فكبحر تتلاطم فيه أمواجه، وإن أردت فقها؛ رأيت الناس يدخلون فيه أفواجًا، بحيث من شرع فيه لم يبرح يعاوده، ومن غرف منه غرفة لم يزل يراوده، ومن نال منه شيئًا نال مُنَاهُ، ومن ظفر استوعب غناه، ومن تعلق به سِفْرًا ساد أهل زَمَانِهِ، ومن تعلق به كثيرًا يقول متلهفًا: ليت أيام الشباب ترجع إلى ريعانِهِ، ولم يهجر هذا الكتاب إلا حاسد ذو فساد، أو ذو عناد، أو متعصب مماري، أو مَنْ هو من هذا الفن عاري».[65]
- وقال الكوثري في الحاوي: «من مصنفات الطحاوي الممتعة كتاب معاني الآثار في المحاكمة بين أدلة المسائل الخلافية ويسوق بسنده الأخبار التي يتمسك بها أهل الخلاف في تلك المسائل ويخرج من بحثه بعد نقدها إسناداً ومتناً، رواية ونظراً بما يقتنع به الباحث المنصف المتبرئ من التقليد الأعمى، وليس لهذا الكتاب نظير في التفقه وتعلم طرق التفقه وتنمية ملكية الفقه، رغم أعراض من يعرض عنه».[66]
- وقال الأتقاني، في (صوم الهداية)، عند مسألة قضاء المريض، حين ساق الخلاف عن الطحاوي فيها، رادا على المشايخ:«فإن شككت في أمر أبي جعفر، فانظر في: (كتاب شرح معاني الآثار)، هل ترى له نظيرا في سائر المذاهب، فضلا عن مذهبنا هذا».[30]
- وقال بن حزم: «أولى الكتب بالتعظيم الصحيحان, وصحيح سعيد بن السكن, والمنتقى لابن الجارود، والمنتقى لقاسم بن أصبغ.ثم بعد هذه الكتب كتاب أبي داود, وكتاب النسائي, ومصنف قاسم بن أصبغ, ومصنف الطحاوي....».[67]
- وقال الكتاني عند ذكره كتاب شرح معاني الاثار: «وهو كتاب جليل مرتب على الكتب والأبواب ذكر فيه الآثار المأثورة عن رسول الله صلى الله عليه وسلم في الأحكام التي يتوهم أن بعضها ينقض بعضا وبين ناسخها من منسوخها ومقيدها من مطلقها وما يجب به العمل منها وما لا».[1]
- وقال ابن خلدون في تاريخه: «وروى الطّحاوي فأكثر وكتب مسنده -أي معاني الآثار- وهو جليل القدر إلّا أنّه لا يعدل الصّحيحين لأنّ الشّروط الّتي اعتمدها البخاريّ ومسلم في كتابيهما مجمع عليها بين الأمّة كما قالوه. وشروط الطّحطاويّ غير متّفق عليها كالرّواية عن المستور الحال وغيره فلهذا قدّم الصّحيحان بل وكتب السّنن المعروفة عليه لتأخّر شروطه عن شروطهم».[68]

### عناية العلماء والباحثين بالكتاب

#### شروح الكتاب
نظراً لأهمية كتاب «شرح معاني الآثار» فقد تناوله الفقهاء بالشرح والتحليل، ومن ذلك ما يلي مرتبا حسب تاريخ وفيات مؤلفيها:
- «تصحيح معاني الآثار»، يحتمل أن يكون لمحمد بن محمد الباهلي المالكي (ت: 321هـ).[30][69][70][71]
- «شرح معاني الآثار للطحاوي - خ»، تأليف: الحافظ أبو محمَّدعلي بن زكريا المنبجي (ت: 686هـ) صاحب كتاب «اللباب في الجمع بين السنة والكتاب».[69][72][73]
- العلامة بدر الدين العيني (ت: 855هـ): ألف في شرحه كتابين ضخمين فخمين صورة ومعنى أحدهما «نخب الأفكار في تنقيح معاني الآثار»، والشرح الثاني هو «مباني الأخبار في شرح معاني الآثار».[30][70][74]
- «أماني الأحبار في شرح معاني لآثار»، تأليف: محمد يوسف الكاندهلوي (ت: 1384هـ).[75]
- «تصحيح الأغلاط الكتابية الواقعة في النسخ الطحاوية»، تأليف: محمد أيوب المظاهري السهارنفوري (ت: 1407هـ).[76]
- «مجاني الأثمار من شرح معاني الآثار»، تأليف: محمد عاشق إلهي البرني المدني  (ت: 1422هـ).[77]
- «شرح معاني الآثار»، لأبي الفضل بن نصر بن محمد الدهِستَاني.[70]
- شرح لمؤلف مجهول.[70]

#### المختصرات
- «محتصر شرح معاني الآثار»، لحافظ المغرب ابن عبد البر القرطبي (ت: 463هـ) ويكثر النقل عنه في كتبه ولا سيما التمهيد.[69]
- «مختصر شرح معاني الآثار للطحاوي - خ»، لمحمد بن أحمد بن رشد القرطبي (ت: 520هـ).[70][78]
- «مختصر شرح معاني الآثار»، لعُبَيد بن محمد بن عبد العزيز السمرقندي (ت: 701هـ).[79]
- «مختصر شرح معاني الآثار»، لعبد الله بن يوسف بن محمد الزيلعي (ت: 762هـ).[79]
- «المعتصر»، تأليف: أبو المحاسن جمال الدين الملطي الحنفي .[80][81]

#### تراجم لرجاله
- «مغاني الأخيار في رجال معاني الآثار»، تأليف: العلامة بدر الدين العيني (ت: 855 هـ).[74]
- «كشف الأستار عن رجال معاني الآثار» وهو (تلخيص مغاني الاخيار للعلامة بدر العيني)، تأليف: الشيخ أبو تراب رشد الله شاه السندى الشهير بصاحب العلم الرابع.[82]
- «الإيثار في رجال معاني الآثار»، تأليف: قاسم ابن قُطْلُوْبَغَاالحنفي (ت: 879هـ).[30][83]
- «تراجم الأحبار من رجال شرح معاني الآثار»، تأليف: محمد أيوب المظاهري السهارنفوري.[84][85]
- «الحاوي لرجال الطحاوي»، تأليف: حبيب الرحمن الاعظمي.[86]

#### تخريح الاحاديث
- «الحاوي في تخريج أحاديث معاني الآثار للطحاوي»، تأليف: الحافظ عبد القادر القرشي (ت: 775هـ).[69][73][87]
- تبهيج الراوي بتخريج أحاديث الطحاوي، تألبف: محمد عاشق إلهي المدني.[88]

#### كتب الأطراف
- إتحاف المهرة بالفوائد المبتكرة من أطراف العشرة، تأليف: أحمد بن علي بن حجر العسقلاني.[89]

#### طبعات الكتاب
1. طبع في الهند - لكهنؤ  سنة 1300هـ في مجلدين بتصحيح الشيخ وصي أحمد سلمة الصمد، وللشيخ محمد أيوب المظاهري السهارنفوري كتاب في مجلدين جمع فيه أخطاء هذه الطبعة سماه (تصحيح الأغلاط الكتابية الواقعة في النسخ الطحاوية).
2. طبع بالقاهرة في مطبعة الأنوار المحمدية سنة 1388هـ في (4) مجلدات بتصحيح محمد زهري النجار، ومحمد سيد جاد الحق، من علماء الأزهر.
3. أعيد طبع الكتاب في دار الكتب العلمية- بيروت سنة  1399هـ بتحقيق يوسف المرعشلي، مع مقدمة أماني الاحبار للشيخ الكاندهلوي.